# Yanis Issoufou
Yanis Ali Issoufou (Nîmes, 28 ottobre 2006) è un calciatore francese, attaccante del Montpellier.

## Biografia
È nato in Francia da madre marocchina e padre nigerino.

## Carriera

### Club
Issoufou è cresciuto nel settore giovanile del Nîmes dove ha giocato dal 2014 al 2022, anno del suo passaggio al Montpellier. Dopo aver giocato alcune partite nella quarta divisione francese con la squadra riserve, ha debuttato in prima squadra il 22 ottobre 2023 nell'incontro di Ligue 1 perso 2-0 contro il Nantes.

### Nazionale
Ha giocato nella nazionale nigerina Under-17 e con quelle francesi Under-17, Under-18 ed Under-19.
Con l'Under-17 francese nel 2023 ha perso la finale degli Europei di categoria e quella dei Mondiali di categoria, entrambe contro i pari età della Germania.

## Statistiche

### Presenze e reti nei club
Statistiche aggiornate al 18 gennaio 2025.
| Stagione             | Squadra              | Campionato           | Campionato | Campionato | Coppe nazionali | Coppe nazionali | Coppe nazionali | Coppe continentali | Coppe continentali | Coppe continentali | Altre coppe | Altre coppe | Altre coppe | Totale | Totale | Totale |
| Stagione             | Squadra              | Comp                 | Pres       | Reti       | Comp            | Pres            | Reti            | Comp               | Pres               | Reti               | Comp        | Pres        | Reti        | Pres   | Reti   |        |
| -------------------- | -------------------- | -------------------- | ---------- | ---------- | --------------- | --------------- | --------------- | ------------------ | ------------------ | ------------------ | ----------- | ----------- | ----------- | ------ | ------ | ------ |
| 2023-2024            | Montpellier 2        | N2                   | 9          | 1          | -               | -               | -               | -                  | -                  | -                  | -           | -           | -           | 9      | 1      |        |
| 2024-2025            | Montpellier 2        | N2                   | 3          | 0          | -               | -               | -               | -                  | -                  | -                  | -           | -           | -           | 3      | 0      |        |
| Totale Montpellier 2 | Totale Montpellier 2 | Totale Montpellier 2 | 12         | 1          |                 | -               | -               |                    | -                  | -                  |             | -           | -           | 12     | 1      |        |
| 2023-2024            | Montpellier          | L1                   | 1          | 0          | CF              | 1               | 0               | -                  | -                  | -                  | -           | -           | -           | 2      | 0      |        |
| 2024-2025            | Montpellier          | L1                   | 4          | 0          | CF              | -               | -               | -                  | -                  | -                  | -           | -           | -           | 4      | 0      |        |
| Totale Montpellier   | Totale Montpellier   | Totale Montpellier   | 5          | 0          |                 | 1               | 0               |                    | -                  | -                  |             | -           | -           | 6      | 0      |        |
| Totale carriera      | Totale carriera      | Totale carriera      | 17         | 1          |                 | 1               | 0               |                    | -                  | -                  |             | -           | -           | 18     | 1      |        |